# Батицький Павло Федорович
Павло́ Фе́дорович Бати́цький (нар. 14 (27) червня 1910, Харків — 17 лютого 1984, Москва) — радянський воєначальник, маршал Радянського Союзу (1968), Герой Радянського Союзу (1965), Головнокомандувач військами ППО СРСР. Кандидат у члени ЦК КПРС у 1961—1966 роках. Член ЦК КПРС у 1966—1984 роках. Депутат Верховної Ради СРСР 6—10-го скликань.

## Біографія

Анотаційна дошка у Харкові

Народився 14 (27) червня 1910 року в Харкові в родині робітників. У 1922 році закінчив 4 класи неповної середньої школи, а потім — фабрично-заводське училище при Харківському моторобудівному заводі «Серп і Молот».
У жовтні 1924 року був зарахований в Українську військово-підготовчу школу в Харкові, незабаром передислоковану до Полтави. Після закінчення школи в 1927 році був направлений на навчання в 2-у Борисоглібсько-Ленінградську кавалерійську школу командного складу РСЧА, після закінчення якої у вересні 1929 року був направлений до 40-го кавалерійського полку (Білоруський військовий округ), де служив на посадах командира кавалерійського і саперного взводів.
У грудні 1931 року призначений на посаду помічника командира, а потім — на посаду командира окремого саперного ескадрону 40-го кавалерійського полку (2-а кавалерійська бригада, 7-а Самарська кавалерійська дивізія, 3-й кавалерійський корпус).
У квітні 1935 року був направлений на навчання до Військової академії імені Фрунзе, яку закінчив з відзнакою і в липні 1938 року призначений на посаду офіцера для особливих доручень в оперативному відділі Генштабу РСЧА, а в лютому 1939 року — на посаду помічника начальника відділення оперативного відділу Генштабу РСЧА.
У вересні 1939 року Батицкий був направлений у службове відрядження до Китаю, де був начальником штабу групи радянських військових радників при штабі Чан Кайши. Після повернення в грудні 1940 року був призначений на посаду начальника штабу 11-ї моторизованої кулеметно-артилерійської бригади (Прибалтійський військовий округ), дислокованої в Каунасі, а в березні 1941 року — на посаду начальника штабу 202-ї моторизованої дивізії (12-й механізований корпус).
У вересні 1941 року був призначений на посаду начальника штабу 26-ї стрілецької дивізії, а в листопаді 1941 року — на посаду командира 254-ї стрілецької дивізії.
20 липня 1943 року призначений на посаду командира 73-го стрілецького корпусу, який перебував на формуванні в складі 52-ї армії в районі міста Охтирка. 24 квітня 1944 року призначений на посаду командира 50-го стрілецького корпусу, який вів бойові дії на території Молдови, а в кінці травня 1944 року — на посаду командира 128-го стрілецького корпусу.
У травні 1946 року був направлений на навчання у Вищу військову академію імені Ворошилова, яку закінчив в лютому 1948 року із золотою медаллю і в червні 1948 року призначений на посаду командира 73-го стрілецького корпусу. У вересні 1947 року Батицький був направлений у війська ППО і призначений на посаду начальника штабу — 1-го заступника командувача військ Московського району ППО. У лютому 1950 року призначений на посаду командувача Шанхайської групи військ ППО в КНР. Після повернення з Китаю у вересні 1950 року був призначений на посаду начальника Головного штабу — заступника головнокомандувача ВПС СРСР.
У липні 1953 року призначений на посаду 1-го заступника командувача військ Московського військового округу, а 23 грудня 1953 року Батицький особисто розстріляв Лаврентія Берію. Під актом про розстріл від 23 грудня 1953 року стоїть підпис Батицького.
У травні 1954 року призначений на посаду командувача 7-ї механізованої армії (Білоруський військовий округ), 27 серпня 1954 року — на посаду командувача військ Московського округу ППО, а в березні 1965 року — на посаду 1-го заступника начальника Генштабу Збройних сил СРСР.
Указом Президії Верховної Ради СРСР від 7 травня 1965 року «за вміле керівництво військами, мужність, відвагу і героїзм, проявлені в боротьбі з німецько-фашистськими загарбниками, і в ознаменування 20-річчя перемоги радянського народу у Великій Вітчизняній війні 1941-1945 рр.» генералу армії Батицькому Павлу Федоровичу присвоєно звання Героя Радянського Союзу з врученням ордена Леніна і медалі «Золота Зірка» (№ 10681).
У липні 1966 року був призначений на посаду головнокомандувача Військ протиповітряної оборони СРСР — заступника міністра оборони СРСР. Одночасно був командувачем військами ППО Об'єднаних збройних сил — заступником головнокомандувача Об'єднаних збройних сил держав — учасниць Варшавського договору.
З липня 1978 року — генеральний інспектор Групи генеральних інспекторів Міністерства оборони СРСР.

## Військові звання
- Полковник (27.12.1941);
- Генерал-майор (25.09.1943);
- Генерал-лейтенант (11.05.1949);
- Генерал-полковник (3.08.1953);
- Генерал армії (5.05.1961);
- Маршал Радянського Союзу (15.04.1968).

### Нагороди СРСР
- Герой Радянського Союзу (07.05.1965);
- П'ять орденів Леніна (22.02.1944, 20.04.1953, 27.06.1960, 7.05.1965, 21.02.1978);
- Орден Жовтневої Революції (26.06.1970);
- П'ять орденів Червоного Прапора (03.05.1942, 3.11.1944,? .01.1951, 22.02.1954, 22.02.1968);
- Орден Кутузова 1-го ступеня (29.05.1945);
- Орден Суворова 2-го ступеня (23.07.1944);
- Орден Кутузова 2-го ступеня (19.04.1945);
- Орден «За службу Батьківщині в Збройних Силах СРСР» ІІІ ступеня (30.04.1975);
- медалі